# The Hunt for Red October (videogioco 1990 console)
The Hunt for Red October è un videogioco ispirato al film Caccia a Ottobre Rosso. È stato sviluppato dalla Beam Software e pubblicato nel 1990 dalla Hi Tech Expressions, Inc. per Nintendo Entertainment System, Super NES e Game Boy. Si tratta di un videogioco d'azione a scorrimento laterale, in cui il giocatore deve controllare un sottomarino.